# Teufelsfarn
Der Teufelsfarn (Osmunda claytoniana) ist eine Pflanzenart aus der Gattung der Königsfarne (Osmunda) innerhalb der Familie der Königsfarngewächse (Osmundaceae). Er ist in Ostasien und im östlichen Nordamerika beheimatet. Ein englischsprachiger Trivialname ist interrupted fern. Neuerdings wird er als Claytosmunda claytoniana (L.) Metzgar & Rouhan in die neue Gattung Claytosmunda (Y.Yatabe, N.Murak. & K.Iwats.) Metzgar & Rouhan gestellt.

## Beschreibung

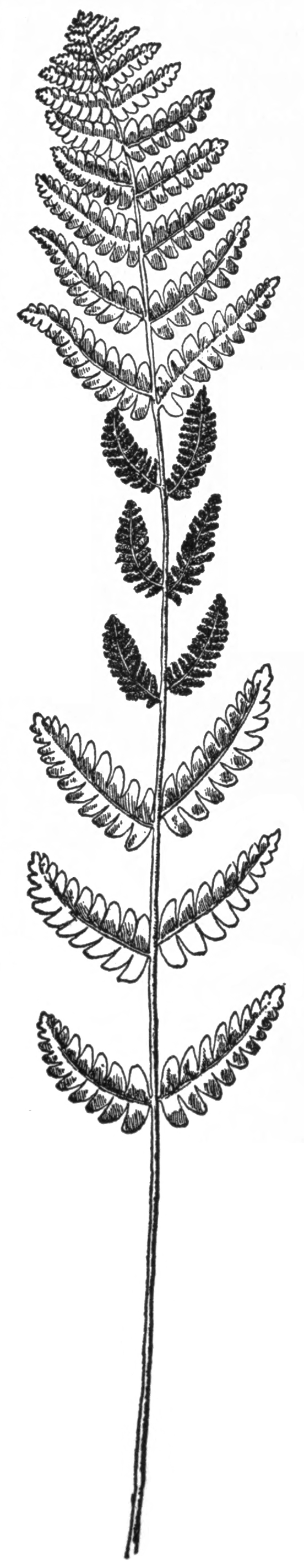
Illustration: Die fertilen mittleren Segmente geben dem Wedel ein „unterbrochenes“ Aussehen

Osmunda claytoniana wächst als ausdauernde krautige Pflanze. Wie andere Arten der Familie Osmundaceae bildet der Teufelsfarn sehr lange Rhizome mit aus dem Vorjahr überdauernden Stängel-Basen. Osmunda claytoniana bildet kleine, dichte klonale Kolonien, breitet sich lokal über die Rhizome aus und bildet oft Hexenringe. Die Blattwedel sind doppelt gefiedert (bipinnate), 40 bis 100 Zentimeter lang und 20 bis 30 Zentimeter breit. Die Blattspreite wird von alternierenden Segmenten gebildet, die einen Bogen formen, der sich zur Spitze hin verjüngt. Das untere Ende ist leicht schmaler als der Rest, weil die ersten Segmente kürzer sind. Drei bis sieben kurze, fertile Segmente befinden sich in der Mitte des Wedels, was zum englischsprachigen Trivialnamen interrupted fern (englisch interrupted = unterbrochen) geführt hat. Die englische Bezeichnung „interrupted“ (deutsch unterbrochen) beschreibt die Lücke in der Mitte der Wedel, die zurückbleibt, wenn die fertilen Segmente verdorren und schließlich abfallen. Wenn sie fehlen, erscheint die Pflanze in allen Stadien dem Zimtfarn (Osmundastrum cinnamomeum) sehr ähnlich. An der Basis der Segmente sind die beiden Arten aber zu unterscheiden: Der Zimtfarn besitzt typische filzartige Trichome, die wenigen beim Teufelsfarn vorhandenen sind extrem kurz und normalerweise nur mit einer Lupe gut sichtbar.

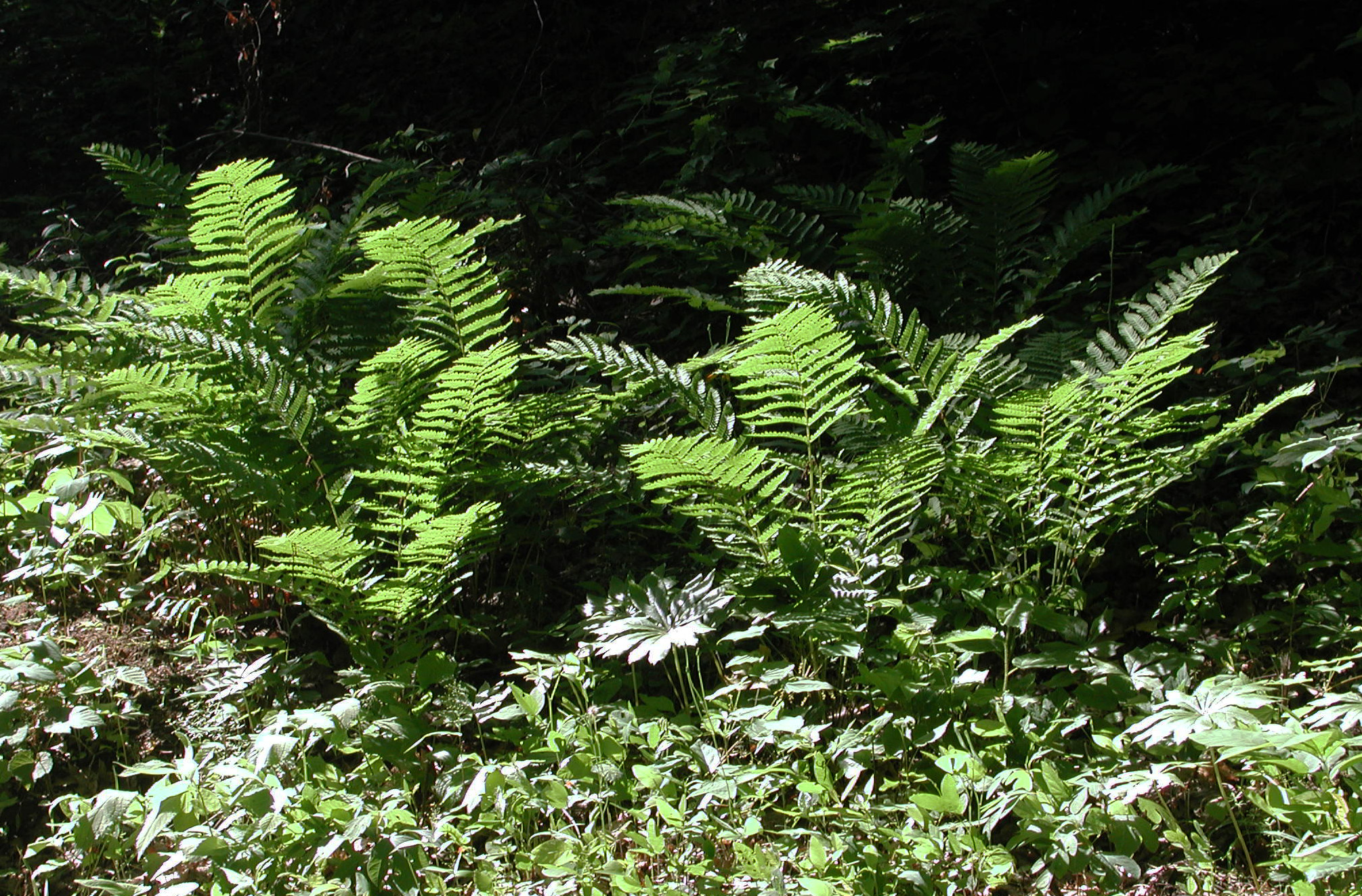
Teufelsfarn im Abendlicht

## Hybride
Osmunda ×ruggii ist eine Hybride aus Osmunda claytoniana und Osmunda spectabilis. Der Hybrid gilt als bedeutsam, weil er eine nähere genetische Verwandtschaft zwischen den beiden Arten nahelegt, jedenfalls eine engere als zwischen Osmunda claytoniana und Osmunda cinnamomeum (eine Tatsache, die schließlich zur Ausgliederung von Osmunda cinnamomeum aus der Gattung Osmunda in eine eigene Gattung Osmundastrum führte).  Osmunda ×ruggii ist steril und auch nur aus zwei natürlichen Populationen bekannt, obwohl die Elternarten in vielen anderen Gebieten gemeinsam vorkommen.

## Taxonomie
Die Erstveröffentlichung von Osmunda claytoniana erfolgte durch Carl von Linné. Das Artepitheton claytoniana ehrt den britischstämmigen Botaniker aus Virginia John Clayton.

## Verbreitung

### Prähistorische Verbreitung
Das Fossil Osmunda claytoniites ist aus Europa bekannt. Blattfragmente, die Osmunda claytoniana ähneln, wurden in triassischen Schichten gefunden und als die ausgestorbene Osmunda claytoniites beschrieben. Falls es sich also um nur eine einzige Art handelt, spricht dies für eine ehemals zirkumboreale Verbreitung. Osmunda claytoniana gilt als herausragendes Beispiel für einen evolutionären Stillstand. Paläontologische Befunde zeigen, dass diese Art selbst auf der Ebene der Zellkerne und Chromosomen seit mindestens 180 Millionen Jahren unverändert ist.

### Nordamerika
Im Osten Nordamerikas kommt Osmunda claytoniana in folgenden Regionen vor:
- Region der Großen Seen
- Östliches Kanada: südliches Manitoba, Ontario, Quebec (nordwärts bis zur Baumgrenze)
- ostwärts bis Neufundland und Labrador
- Östliche USA: nördliches Neuengland südwärts über die Appalachen und das Küstengebiet am Atlantik bis nach Georgia und Alabama
- westwärts quer durch die USA bis zum Mississippi und dessen Niederung nordwärts bis in den Mittleren Westen zu den Großen Seen

### Asien
In Ostasien wird Osmunda claytoniana in folgenden subtropischen und gemäßigten Gebieten gefunden: im Ost-Himalaya, südlichen-zentralen und östlichen China, in Taiwan, auf der Koreanischen Halbinsel, Ryūkyū-Inseln und Japan.

## Standorte
Osmunda claytoniana besiedelt feuchte Standorte, meist in Wäldern, aber auch in offeneren Lebensräumen und Biomen, ist aber in Mooren selten. Er wird oft gemeinsam mit dem Zimtfarn sowie mit dem Straußenfarn und dem Perifarn (Onoclea sensibilis) gefunden.

## Nutzung

### Heilpflanze
Die Irokesen nutzten Osmunda claytoniana als Heilmittel für Blut- und Geschlechtskrankheiten.

### Nahrung
Anders als beim Straußenfarn sind die jungen, noch gerollten Triebe des Teufelsfarns nicht essfertig, da sie bitter schmecken und tendenziell Durchfall auslösen. Die Stängel-Basen und sehr junge Knospen sind essbar. Eine Übernutzung könnte allerdings das Austreiben unterbinden und die Pflanzenexemplare töten.

### Anbau
Der Teufelsfarn wird als Zierpflanze in traditionellen Naturgärten und im Landschaftsbau in Wäldern eingesetzt. Auch in Renaturierungsprojekten findet er Verwendung. Sein ausgebreitetes Laub und die Koloniebildung kann zur Hangstabilisierung und zum Erosionsschutz ausgenutzt werden.

## Weitere Quellen
- Gisèle Lamoureux: Fougères, prêles et lycopodes. Fleurbec, 1993, ISBN 978-2-920174-13-9.
- C. J. Phipps, T. N. Taylor, E. L. Taylor, N. R. Cuneo, L. D. Boucher, X. Yao: Osmunda (Osmundaceae) from the Triassic of Antarctica: An example of evolutionary stasis. In: American Journal of Botany, Volume 85, 1998, S. 888–895